# Van (település)
Van (örményül Վան, kurdul Wan) Törökország azonos nevű tartományának székhelye a Kelet-anatóliai régióban, a Van-tó mellett. A város híres többek között a felemás szemszínű, hófehér van-macskáról és a van-tavi szörnyről. A városban működik a Yüzüncü Yıl Egyetem.

## Történelme
A város már az urartui idők előtt is létezett, az első település nyomai Kr. e. 4000-ből származnak. A vani várat az urartui uralkodó, I. Szarduri építtette a Kr. e. 9. század közepén (Kr. e. 843 körül), az urartui Tuspa városának megerősítésére. Kr. e. 66-ban a Római Birodalom fennhatósága alá került, később a pártusok és a bizánciak között cserélt gazdát. Az ásatások szerint a területen korábban éltek szkíták, médek, perzsák és örmények is. 1043-ban került török kézre, 1548-ban az Oszmán Birodalomhoz csatolták.

## Éghajlat
| Hónap                                                        | Jan.  | Feb.  | Már.  | Ápr.  | Máj. | Jún. | Júl. | Aug. | Szep. | Okt. | Nov.  | Dec.  | Év    |
| ------------------------------------------------------------ | ----- | ----- | ----- | ----- | ---- | ---- | ---- | ---- | ----- | ---- | ----- | ----- | ----- |
| Rekord max. hőmérséklet (°C)                                 | 12,6  | 14,3  | 22,7  | 27,2  | 28,3 | 33,2 | 37,5 | 35,7 | 35,0  | 27,0 | 20,1  | 15,5  | 37,5  |
| Átlagos max. hőmérséklet (°C)                                | 1,9   | 2,6   | 6,6   | 12,8  | 18,3 | 23,7 | 27,9 | 28,0 | 23,9  | 17,1 | 10,0  | 4,4   | 14,8  |
| Átlagos min. hőmérséklet (°C)                                | −7,6  | −7,2  | −2,7  | 2,8   | 7,1  | 10,9 | 14,7 | 14,7 | 10,8  | 5,7  | 0,3   | −4,6  | 3,8   |
| Rekord min. hőmérséklet (°C)                                 | −28,7 | −28,2 | −22,7 | −17,5 | −1,5 | −2,6 | 3,6  | 6,6  | −0,1  | −7,5 | −18,6 | −21,3 | −28,7 |
| Átl. csapadékmennyiség (mm)                                  | 32    | 33    | 46    | 56    | 48   | 18   | 5    | 3    | 15    | 43   | 48    | 38    | 386   |
| Havi napsütéses órák száma                                   | 146   | 148   | 192   | 216   | 288  | 351  | 378  | 363  | 306   | 229  | 171   | 136   | 2925  |
| Forrás: Devlet Meteoroloji İşleri Genel Müdürlüğü , Weather2 |       |       |       |       |      |      |      |      |       |      |       |       |       |

## Képek

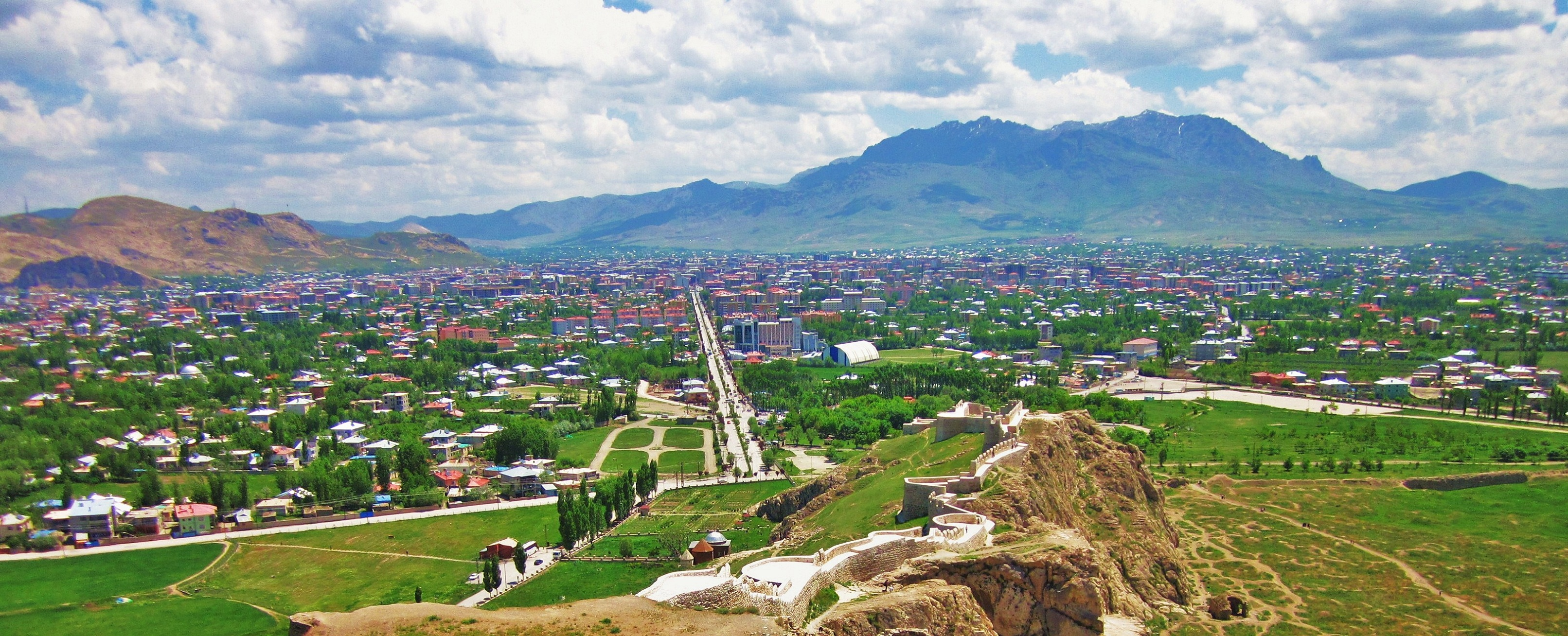
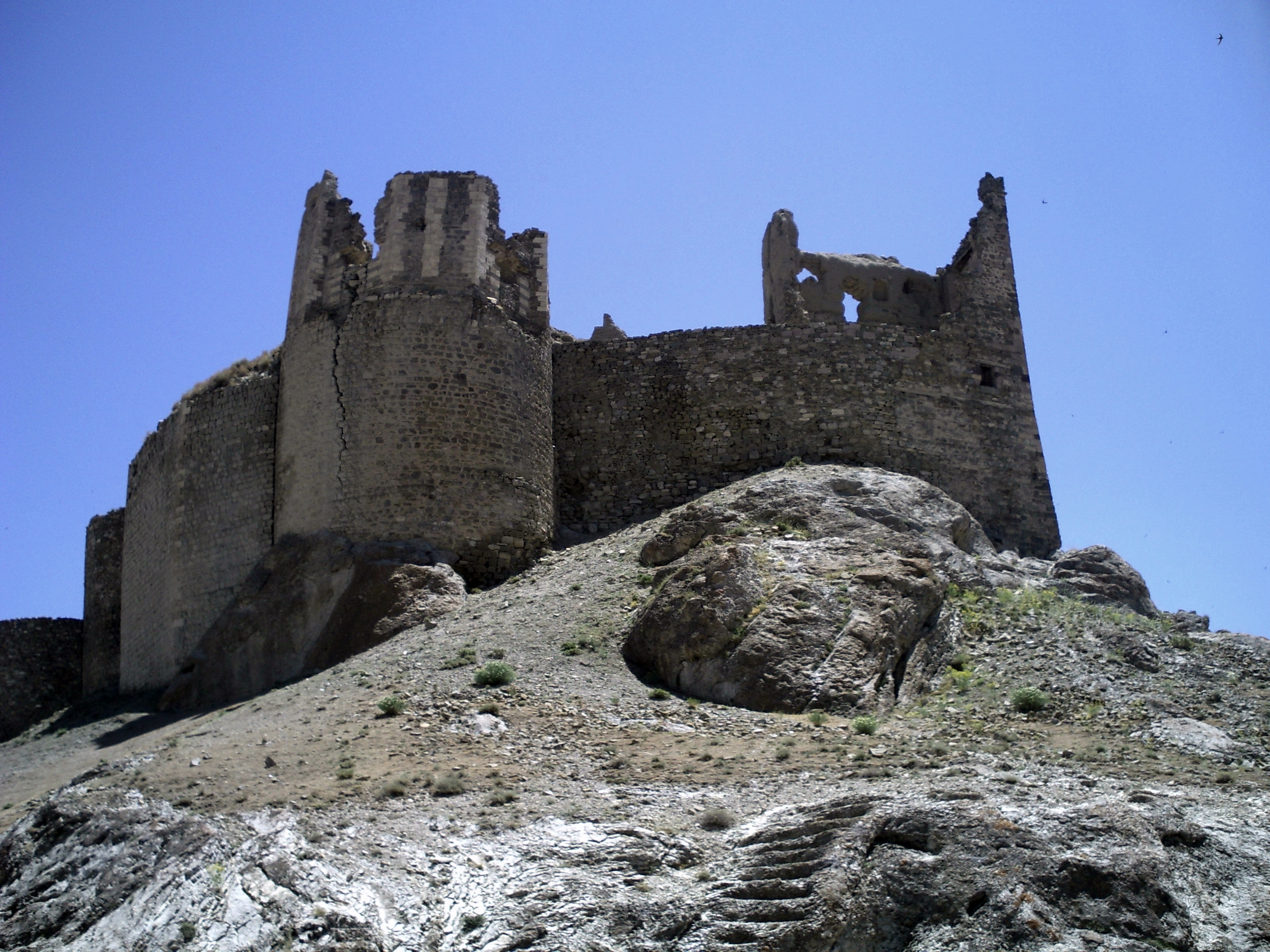
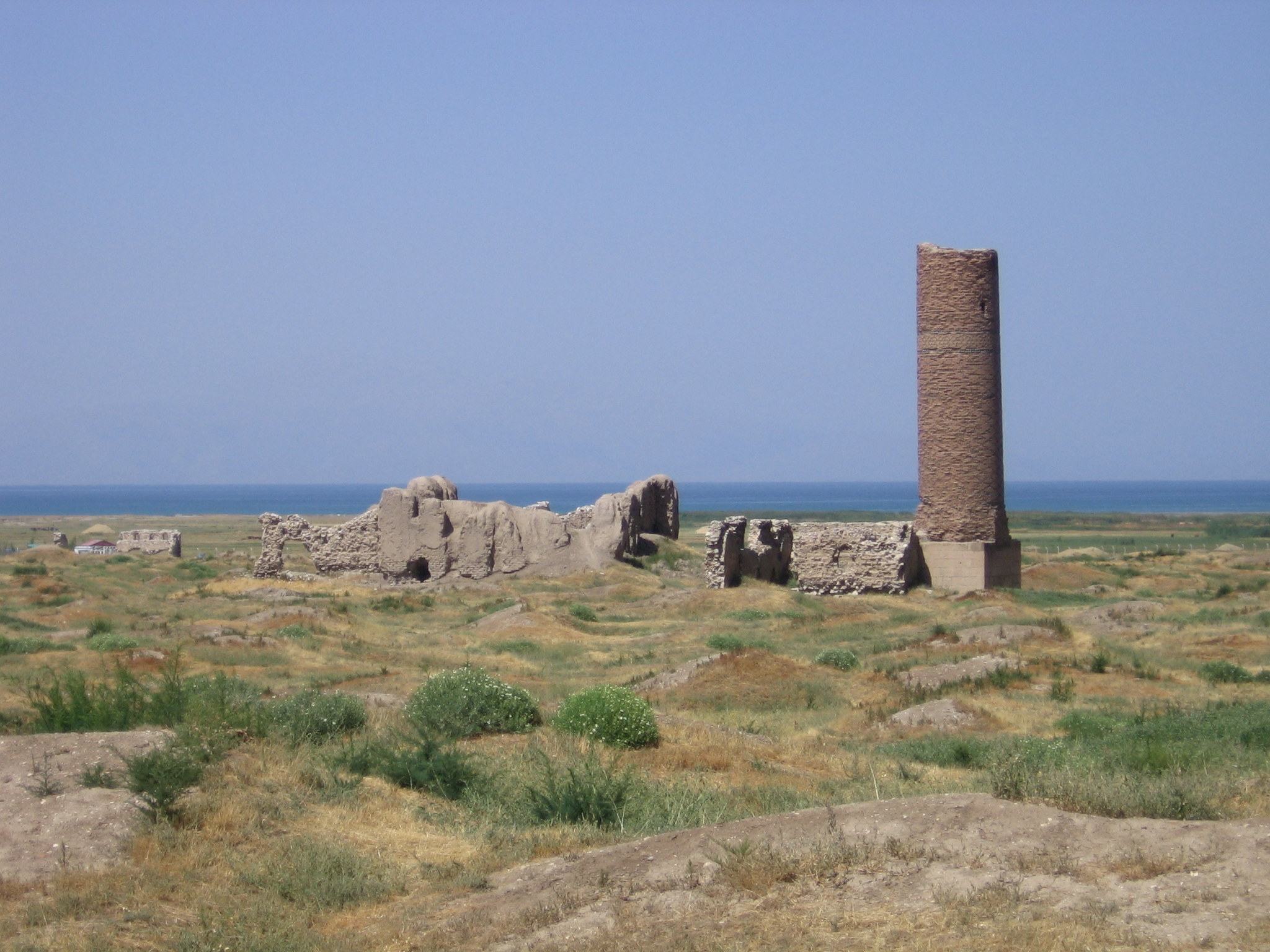
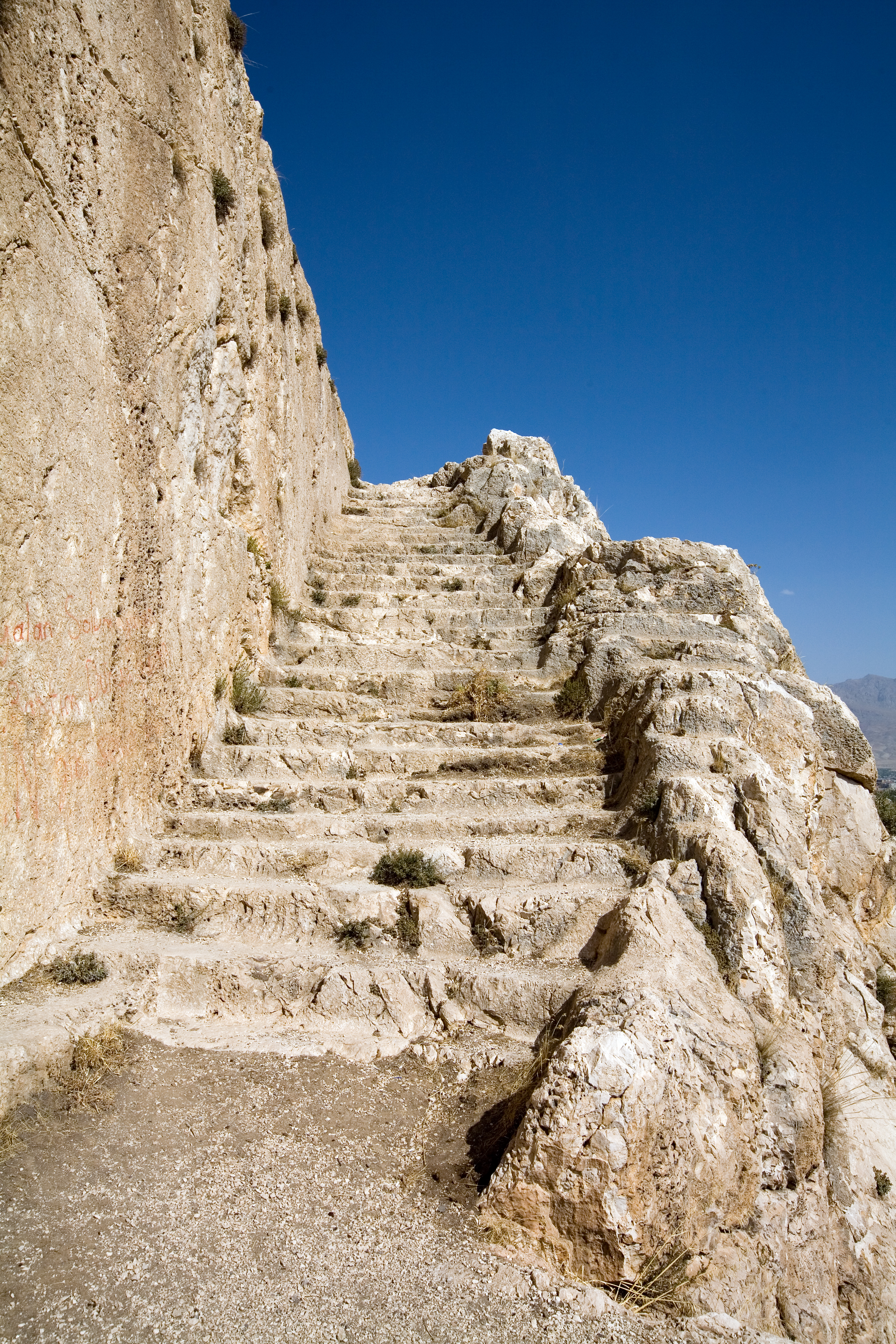
Tuspa egykori lépcsői